# Fibroblasto

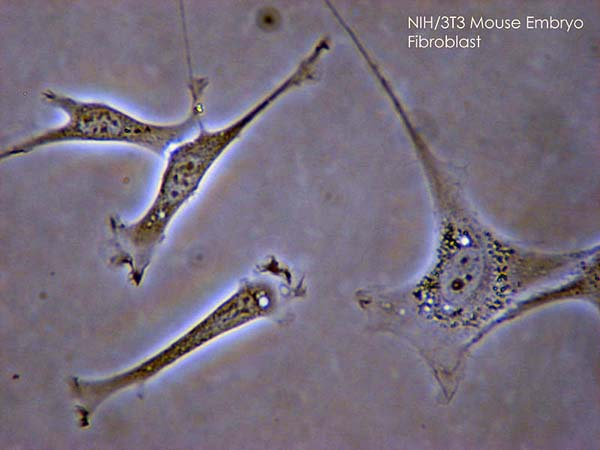
Fibroblasti di embrione di topo visti in microscopia ottica

I fibroblasti sono cellule tipiche del tessuto connettivo, in grado di produrre le componenti della matrice extracellulare. Hanno un citoplasma vacuolizzato che circonda un nucleo ellittico e colorato con uno o due nucleoli. I fibroblasti attivi si riconoscono dall'abbondante reticolo endoplasmatico. I fibroblasti inattivi, chiamati anche fibrociti, sono più piccoli e allungati, inoltre hanno un reticolo endoplasmatico ridotto.

## Caratteristiche
I fibroblasti producono collagene, glicosaminoglicani, fibre elastiche e reticolari e le glicoproteine che si trovano nella materia extracellulare.  Durante la crescita i fibroblasti si dividono e sintetizzano le sostanze di base. Un danno ai tessuti stimola i fibroblasti e ne induce la mitosi.
I fibroblasti possono dare origine ad altre cellule come le cellule ossee, gli adipociti e cellule muscolari, tutte di origine mesenchimale e mesodermica. Si trovano anche nel tessuto cicatriziale, possiedono una modesta capacità migrante e possono intervenire nella cicatrizzazione. 
Il TGFβ stimola i fibroblasti a produrre sostanze della matrice extracellulare (come il collagene) e decrementa la produzione di enzimi che degradano la ECM come le metalloproteasi. Come nel tessuto connettivo a produrre la matrice extracellulare abbiamo i fibroblasti, così nel tessuto osseo abbiamo gli osteoblasti e in quello cartilagineo i condroblasti. Recenti ricerche hanno messo a punto delle tecniche per produrre cellule staminali pluripotenti indotte a partire da fibroblasti.